# Kopaniny (Katowice)
Kopaniny – część Katowic, położona w granicach dzielnic Podlesie (Kopaniny) i Zarzecze (Kopaniny Lewe i Kopaniny Prawe) oraz część Mikołowa (Kopaniny Lewe). Jej początki sięgają połowy XIX wieku jako przysiółki Zarzecza i Podlesia, włączone do Katowic 1975 roku, a częściowo potem do Mikołowa w 1986 roku. Intensywny rozwój urbanistyczny osady rozpoczął się po 1989 roku poprzez budowę nowych osiedli mieszkaniowych, przeważnie domów jednorodzinnych i szeregowych. W 2007 roku katowicką część Kopanin zamieszkiwało około 1,2 tys. osób. 

## Historia
Początki Kopanin sięgają połowy XIX wieku, w czasie którym na pograniczu Mikołowa, Podlesia i Zarzecza powstały dwa przysiółki, których rozdzielał rów Kaskadnik. Kopanina-Zarzecze powstała na terenie gminy Zarzecze i stała się osadą typowo rolniczą, zaś Kopanina-Podlesie na terenie gminy Podlesie i kształtowała się w rejonie dzisiejszych ulic: Nagietek i Kaskady, a także R. Pomorskiego i Rolniczej. W 1894 roku Kopaniny zamieszkiwały 440 osoby. Były one wówczas częścią powiatu pszczyńskiego (niem. Landkreis Pless). Starsza zabudowa Kopanin powstała głównie w latach 20., 30. i 60. XX wieku. W 1939 roku zarzecka część Kopanin została włączona do Podlesia, a w 1973 roku Podlesie wraz z Kopaninami do Kostuchny. Obszar Kopanin 27 maja 1975 roku wraz z całą Kostuchną włączono do Katowic, zaś 1 lipca 1986 roku część Kopanin Lewych wyłączono z Katowic i włączono do sąsiedniego Mikołowa. 
Duży rozwój urbanistyczny Kopanin nastąpił po 1989 roku. Rozwój Kopanin jako południowej dzielnicy Katowic sprzyja temu, iż znajdują się tutaj niezagospodarowane dotąd obszary, peryferyjne w stosunku do centrum miasta. Nowe zespoły domów, do 2011 roku powstały m.in. przy ulicach: Kopaniny Lewe (osiedle szeregowych domów jednorodzinnych), T. Fijewskiego (osiedle Pod Dębem; domy indywidualne i bliźniacze), Nagietek (Dolina Nagietek; domy jednorodzinne wolnostojące), Pomorskiego (domy jednorodzinne) i Rolniczej (m.in. osiedle Domy we Wrzosach). Pod nowe budownictwo mieszkaniowe miasto Katowice prowadziło również inwestycję polegające na budowie nowych dróg, chodników i infrastruktury technicznej, w tym wodociągu i kanalizacji. Inwestycje rejonie ulic: Kaskady, Kopaniny Lewe, K. Swinarskiego i T. Fijewskiego oraz do osiedla Zagajnik zrealizowano w latach 2008–2010. W 2013 roku w Kopaninach powołano Stowarzyszenie Kopaniny Lewe, które działa na rzecz lokalnych mieszkańców.

## Charakterystyka

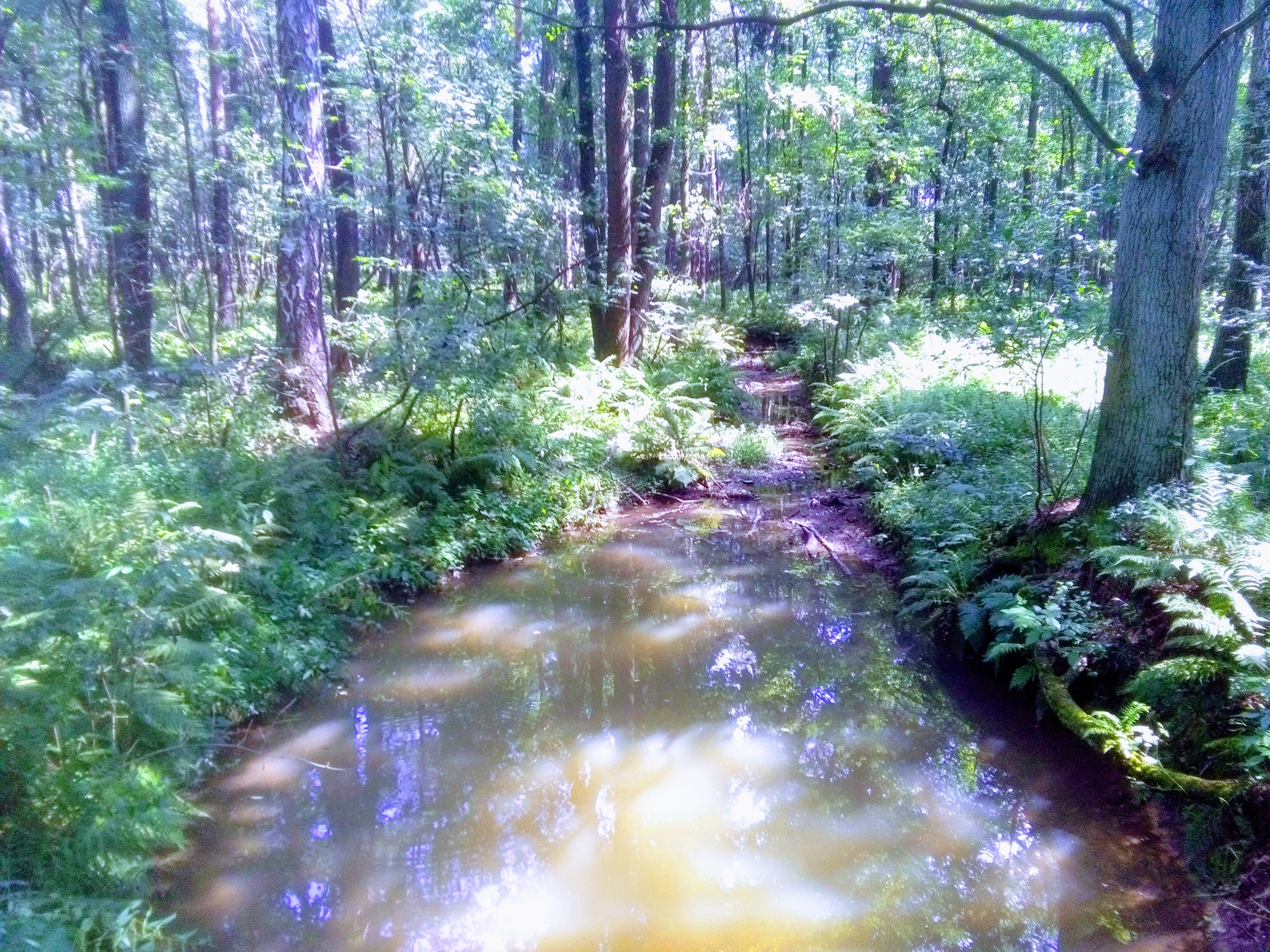
Bielawka przepływająca przez obszar lasu Gniotek

Kopaniny położone są na terenie dwóch miast: Katowic i Mikołowa. W Katowicach Kopaniny są położone na terenie dwóch dzielnic: Podlesie (na mapach zapisywane jako Kopanina-Podlesie; na powojennych jako Kopaniny) i Zarzecze (Kopanina-Zarzecze; na powojennych jako dwie części: Kopaniny Lewe i Kopaniny Prawe). Część Kopanin Lewych znajduje się na terenie Mikołowa, włączonych do miasta 1 lipca 1986 roku. W 2007 roku katowicką część Kopanin zamieszkiwało 1,2 tys. osób.
Obszar Kopanin położony jest na Wyżynie Katowickiej, z czego północna część Kopanin (Kopaniny Prawe) stanowi część Płaskowyżu Bytomsko-Katowickiego, zaś reszta Zrębu Mikołowskiego. Podleską i zarzecką część Kopanin oddziela Kaskadnik. Ponadto przez Kopaniny przepływa kilka innych cieków, będących dopływami Mlecznej: Bagnik, Cetnik i Bielawka. Południowo-zachodnią część Kopanin zajmuje las Gniotek, stanowiącym remizę leśną o powierzchni 159,5 ha, będącą siedliskiem kilku rzadkich i chronionych gatunków roślin. 
Obecna zabudowa Kopanin pochodzi z różnego okresu. Starsza zabudowa powstała głównie w latach 20., 30. i 60. XX wieku, zaś po 1989 roku notuje się w dzielnicy duży rozwój urbanistyczny. Przy ulicy Kopaniny Lewe wybudowano osiedle szeregowych domów jednorodzinnych. Osiedle to, składające się z 66 domów wybudowała firma DOMBUD. Udział powierzchni zabudowanej w powierzchni terenu zarzeckich Kopanin Lewych wynosił w 2007 roku 31%, wskaźnik intensywności zabudowy netto 0,58, zaś średnia ważona liczby kondygnacji wynosiła wówczas 1,87. Ponadto do 2011 roku powstały również inne osiedla i grupy domów. Przy ulicy T. Fijewskiego oddano do użytku osiedle Pod Dębem, będące osiedlem zamkniętym, składającym się z 44 domów jednorodzinnych w zabudowie indywidualnej i bliźniaczej, zaś przy ulicy Nagietek Dolina Nagietek – również osiedle zamknięte składające się z 18 wolnostojących domów jednorodzinnych. Przy ulicy Pomorskiego wybudowano 15 domów jednorodzinnych, przy ulicy Rolniczej wzniesiono Domy we Wrzosach (cztery domy-bliźniaki i jeden wolnostojący) oraz 18 wolnostojących domów jednorodzinnych. W 2008 roku ukończono budowę osiedla Zagajnik, będącego zespołem domów wielorodzinnych.
Główne trasy przebiegające przez Kopaniny biegną równoleżnikowo i są to ulice: T. Kościuszki (fragment drogi krajowej nr 81, biegnącej na północ od Kopanin Prawych; łączy Kopaniny w kierunku północnych dzielnic i Katowic, a w druga stronę z Mikołowem), Pstrągowa (główna trasa w Kopaninach Prawych); gen. S. Grota-Roweckiego (główna trasa w rejonie Kopanin Lewych; łączy Kopaniny z innymi południowymi dzielnicami Katowic w jednym kierunku i z Mikołowem w drugim) i Kaskady (trasa w podleskiej części Kopanin). Połączenia z Kopanin zapewniają autobusy ZTM-u. Przystanki znajdują się przy ulicach: T. Kościuszki, Pstągowej i gen. S. Grota-Roweckiego. Autobusy łączą Kopaniny z innymi dzielnicami Katowic oraz sąsiednimi miastami, głównie z Mikołowem.